# Nasljeduj Krista
Nasljeduj Krista (latinski: De imitatione Christi) je knjiga vjerske tematike autora Tome Kempenca.
Klasično djelo je katoličke duhovnosti i nakon Biblije najprevođenije i najčitanije djelo u povijesti. Ne može sa sigurnošću govoriti o autoru ovog bisera katoličke klasike - kroz povijest se je pripisivalo sv. Bernardu iz Clairvauxa, sv. Bonaventuri i I. Gersonu - danas se ipak općenito drži da ga je napisao njemački redovnik, mistik i
duhovni pisac Toma Kempenac.
Prvi put je objavljena na latinskom jeziku oko 1418. – 1427. To je priručnik za duhovni život koji proizlazi iz pokreta "Devotio Moderna", kojem je bio član i Toma Kempenac.
Sastoji se od četiri knjige: Korisne opomene za duhovni život, Opomene za nutarnji život, O duhovnoj utjesi i O Presvetom oltarskom sakramentu.
Nasljeduj Krista smatra se jednom od najčitanijih knjiga na svijetu. Zasigurno najčitanija kršćanska knjiga nakon Biblije i slovi kao klasik duhovne literature. Nakon Biblije, ni jedna druga knjiga nje prevedena na više jezika nego "Nasljeduj Krista".
Doživjela je više od 3.000 izdanja. Svojedobno osporavano, autorstvo Tome Kempenca danas je općeprihvaćeno. Nakon latinskog, uslijedili su prijevodi na francuski (1447.), njemački (1434.), talijanski (1488.), a u 16. stoljeću i niz drugih jezika. Postoji više izdanja na hrvatskom. Marko Marulić preveo ga je na hrvatski jezik već oko 1500., pod nazivom Od naslidovan`ja Isukarstova i od pogarjen`ja tašćin segasvitnjih.
Tisuću različitih izdanja čuva se u londonskom British Museumu. Četiri dijela od kojih se knjiga sastoji su: «O nasljedovanju Krista i prijeziranju svih taština»; «Opomene koje potiču na unutarnjost»; «O unutarnjoj utjehi»; «O Presvetom oltarskom sakramentu» – ne nalaze se u svim rukopisima, a ni njihov redoslijed nije uvijek jednak.
Jezgrovito pisano, izvorno namijenjeno redovnicima i asketima, djelo iznosi «opomene korisne za duhovni život», razmišljanja kako se kroz strpljivost, poniznost, skrušenost, samoodricanje i sakramente približili svetosti i Bogu.
Knjiga savjetuje čitanje svetih spisa, donosi razmatranja o ljudskoj bijedi, preporuča poslušnost i podložnost poglavarima, upozorava na opasnosti raznih kušnji i govori o načinima njihova savladavanja, iznosi razmišljanja o prolaznosti i ispraznosti života i ulijeva nadu u vedru smrt i vječni život.
Papa Ivan Pavao I. umro je s tom knjigom u ruci.